# Chris Chiozza
Christopher Xavier Chiozza, detto Chris (Memphis, 21 novembre 1995), è un cestista statunitense.

## Carriera

### NBA

#### Capital City Go-Go (2018-19)
Nell'ottobre 2018 Chiozza segnò un contratto per un anno con i Capital City Go-Go,in tutto fu presente in 36 partite,segnando più di 400 punti senza però vincere.

#### Houston Rockets e le altre squadre (2019)
Chiozza nel 2019 firmò un contratto di soli 10 giorni con i Houston Rockets. Giocò una partita con 0 punti con la squadra,dopo i 10 giorni passati con la franchigia,ritornò in G-League con la squadra affiliata ai Rockets,i Rio Grande Valley Vipers,nello stesso anno rigiocò con i Go-Go, ritornò con i Houston, poi giocò con i Washington Wizards,fino poi a giocare dal secondo quintetto dei Brooklyn Nets,al posto di Durant o Irving.

#### Golden State Warriors (2021-2022)
Chris nel 2021 firmò un contratto con la squadra della baia, vincendo il suo primo titolo NBA e portando la squadra a 7 titoli vinti.

### Nazionale
Chris Chiozza partecipò al training camp del Team USA nel 2019,finendo con 7 punti totali in 2 presenze.

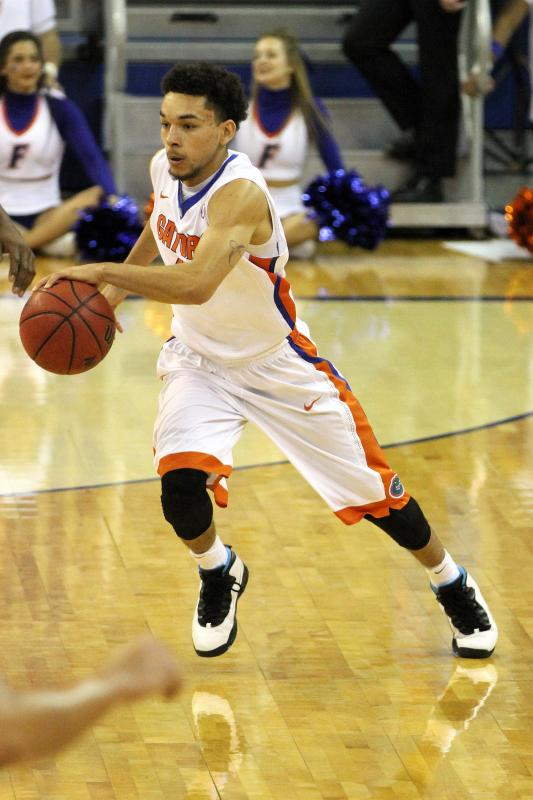
Chiozza con la maglia del College Di Florida nel 2014,giocò là per 4 anni totali

## Statistiche

### College
| Anno      | Squadra        | PG  | PT | MP   | TC%  | 3P%  | TL%  | RP  | AP  | PRP | SP  | PP   |
| --------- | -------------- | --- | -- | ---- | ---- | ---- | ---- | --- | --- | --- | --- | ---- |
| 2014-2015 | Florida Gators | 33  | 11 | 22,8 | 38,9 | 32,3 | 47,7 | 2,2 | 2,2 | 1,2 | 0,0 | 3,9  |
| 2015-2016 | Florida Gators | 36  | 22 | 23,8 | 34,4 | 32,0 | 79,7 | 2,9 | 4,3 | 1,1 | 0,1 | 7,2  |
| 2016-2017 | Florida Gators | 36  | 0  | 22,1 | 41,1 | 31,3 | 78,8 | 3,3 | 3,8 | 1,3 | 0,0 | 7,2  |
| 2017-2018 | Florida Gators | 34  | 32 | 32,0 | 41,7 | 34,9 | 80,9 | 4,3 | 6,1 | 1,9 | 0,1 | 11,1 |
| Carriera  | Carriera       | 139 | 65 | 25,1 | 39,1 | 32,7 | 74,7 | 3,2 | 4,1 | 1,4 | 0,1 | 7,4  |

### NBA

#### Regular Season
| Anno       | Squadra         | PG | PT | MP   | TC%  | 3P%  | TL%  | RP  | AP  | PRP | SP  | PP  |
| ---------- | --------------- | -- | -- | ---- | ---- | ---- | ---- | --- | --- | --- | --- | --- |
| 2018-2019  | Houston Rockets | 7  | 0  | 4,7  | 25,0 | 40,0 | -    | 0,6 | 0,6 | 0,1 | 0,1 | 0,9 |
| 2019-2020  | Wash. Wizards   | 10 | 0  | 12,3 | 29,4 | 43,8 | -    | 1,5 | 2,8 | 1,0 | 0,2 | 2,7 |
| 2019-2020  | Brooklyn Nets   | 18 | 2  | 15,4 | 42,5 | 35,7 | 100  | 2,1 | 3,1 | 0,6 | 0,1 | 6,4 |
| 2020-2021  | Brooklyn Nets   | 22 | 1  | 10,5 | 35,2 | 31,0 | 76,5 | 1,1 | 3,0 | 0,3 | 0,3 | 4,0 |
| 2021-2022† | G.S. Warriors   | 34 | 1  | 10,9 | 29,6 | 32,1 | 66,7 | 1,1 | 1,9 | 0,4 | 0,0 | 2,0 |
| Carriera   | Carriera        | 91 | 4  | 11,4 | 35,3 | 34,3 | 80,0 | 1,3 | 2,4 | 0,5 | 0,1 | 3,3 |

#### Playoffs
| Anno     | Squadra       | PG | PT | MP   | TC%  | 3P%  | TL%  | RP  | AP  | PRP | SP  | PP  |
| -------- | ------------- | -- | -- | ---- | ---- | ---- | ---- | --- | --- | --- | --- | --- |
| 2020     | Brooklyn Nets | 4  | 0  | 16,3 | 33,3 | 31,3 | 50,0 | 1,5 | 4,3 | 1,3 | 0,0 | 5,8 |
| 2021     | Brooklyn Nets | 6  | 0  | 3,2  | 28,6 | 33,3 | -    | 0,2 | 0,2 | 0,2 | 0,0 | 0,8 |
| Carriera | Carriera      | 10 | 0  | 8,4  | 32,3 | 31,6 | 50,0 | 0,7 | 1,8 | 0,6 | 0,0 | 2,8 |

### G League
| Anno      | Squadra          | PG  | PT  | MP   | TC%  | 3P%  | TL%  | RP  | AP   | PRP | SP  | PP   |
| --------- | ---------------- | --- | --- | ---- | ---- | ---- | ---- | --- | ---- | --- | --- | ---- |
| 2018-2019 | R.G.V. Vipers    | 4   | 3   | 32,0 | 46,7 | 31,8 | 50,0 | 4,8 | 13,3 | 2,0 | 0,0 | 9,5  |
| 2018-2019 | Capital C. Go-Go | 43  | 43  | 33,6 | 43,6 | 41,8 | 77,7 | 4,7 | 7,2  | 1,9 | 0,2 | 13,6 |
| 2019-2020 | Capital C. Go-Go | 10  | 9   | 31,1 | 32,8 | 32,4 | 100  | 3,6 | 6,9  | 2,7 | 0,2 | 10,7 |
| 2019-2020 | Long Island Nets | 10  | 10  | 31,8 | 43,2 | 27,9 | 68,8 | 5,7 | 5,9  | 1,8 | 0,4 | 13,3 |
| 2021-2022 | S.C. Warriors    | 3   | 3   | 37,0 | 34,6 | 28,1 | 100  | 7,0 | 11,7 | 2,3 | 0,0 | 16,3 |
| 2022-2023 | Long Island Nets | 46  | 45  | 34,1 | 43,3 | 40,4 | 72,9 | 5,2 | 9,1  | 1,9 | 0,3 | 12,6 |
| Carriera  | Carriera         | 116 | 113 | 33,5 | 42,2 | 37,9 | 75,9 | 4,9 | 8,1  | 2,0 | 0,2 | 12,8 |

### Eurolega
| Anno      | Squadra        | PG | PT | MP   | TC%  | 3P%  | TL%  | RP  | AP  | PRP | SP  | PP  |
| --------- | -------------- | -- | -- | ---- | ---- | ---- | ---- | --- | --- | --- | --- | --- |
| 2023-2024 | Saski Baskonia | 26 | 2  | 10,3 | 30,0 | 20,6 | 70,0 | 1,0 | 2,5 | 0,5 | 0,1 | 1,9 |
| Carriera  | Carriera       | 26 | 2  | 10,3 | 30,0 | 20,6 | 70,0 | 1,0 | 2,5 | 0,5 | 0,1 | 1,9 |

## Palmarès
- Campionato NBA: 1

Golden State Warriors: 2022